# اکهارد آئورا
اکهارد آئورا (لاتین: Ekkehardus Uraugiensis) نویسنده، و تاریخ‌نگار آلمانی‌تبار است که اسقف بندیکتی آئورا در باواریا از سال ۱۱۰۸ است. وی همچنین نویسنده کتاب رویدادنامه یا تاریخ جهان است که در آن قسمت مهمی از تاریخ آلمان را از سال ۱۰۹۸ تا۱۱۲۵ طی دوره هاینریش پنجم نوشته‌است. وی در کتاب به کشتار راینلاند و نخستین حرکت صلیبی اشاره می‌کند.